# دي آر إتش دي
دي آر إتش دي كانت القناة التلفزيونية السادسة في الدنمارك التي أسستها وتمولها شركة دي آر. تم إطلاق القناة في 1 نوفمبر 2009. كانت جميع محتويات القناة ذات جودة عالية الوضوح. تم إغلاق القناة في 28 يناير 2013 واستبدالها بقناة دي آر 3